# Forty Boys and a Song
Forty Boys and a Song (dt.: „Vierzig Jungen und ein Lied“) ist ein US-amerikanischer dokumentarischer Kurzfilm aus dem Jahr 1941. 

## Handlung
Der Unterricht in der Robert Mitchell Choir School, einer Chorschule für Jungen, soll beginnen. Die Jungen im Alter von acht bis vierzehn Jahren nehmen in ihrem Klassenraum Platz. Die meisten von ihnen stammen aus einfachen Verhältnissen, wurden aber aufgrund ihrer Stimmbegabung in die Schule aufgenommen. Am Vormittag werden sie in den gängigen Schulfächern unterrichtet, der Nachmittag ist hingegen ganz der Musik gewidmet. 
Robert Mitchell, ein 26-jähriger Musiker und Namensgeber der Schule, setzt sich an ein Klavier und beginnt, mit seinen Schülern die Tonleiter zu üben, während einer der Jungen einen Welpen unter seiner Jacke zu verstecken versucht. Daraufhin singen sie zusammen das Volkslied Home on the Range, gefolgt von My Bonnie Lies Over the Ocean, das sie zunächst auf traditionelle Weise und dann in einer Swing-Version vortragen.
Als die Jungen durch den Kreuzgang einer Kirche schreiten, singen sie den Schlusschor Tollite hostias aus Camille Saint-Saëns Oratorium Oratorio de Noël. Daraufhin werden die Jungen als Pfadfinder gezeigt, die zum Campen gehen. Am Abend sitzen sie am Lagerfeuer, über dem sie sich Würstchen braten, und singen Shortnin’ Bread. Als sie sich am nächsten Tag marschierend auf den Heimweg begeben, singen sie If You Would Like to Lose Your Blues.

## Hintergrund
Forty Boys and a Song wurde von Warner Bros. produziert und am 6. Dezember 1941 in den Vereinigten Staaten uraufgeführt. 

## Auszeichnungen
Bei der Oscarverleihung 1942 war Forty Boys and a Song in der Kategorie Bester Kurzfilm für den Oscar nominiert, konnte sich jedoch nicht gegen George Sidneys Kurzfilm Of Pups and Puzzles durchsetzen.